# Seneca (Dakota del Sud)
Seneca è un centro abitato (town) degli Stati Uniti d'America, situato nella contea di Faulk nello Stato del Dakota del Sud. La popolazione era di 38 persone al censimento del 2010.

## Storia
Un ufficio postale è in funzione a Seneca dal 1886. Seneca venne progettata nel 1887. Prende il nome dalla città di Seneca Falls, nello Stato di New York.

## Geografia fisica
Seneca è situata a 45°03′39″N 99°30′36″W.
Secondo lo United States Census Bureau, ha un'area totale di 0,42 miglia quadrate (1,09 km²).

## Società

### Evoluzione demografica
Secondo il censimento del 2010, c'erano 38 persone.

### Etnie e minoranze straniere
Secondo il censimento del 2010, la composizione etnica della città era formata dal 97,4% di bianchi e il 2,6% di asiatici. Ispanici o latinos di qualunque etnia erano il 13,2% della popolazione.